# Ken-ichi
Ken-ichi, le disciple ultime (史上最強の弟子 ケンイチ, Shijō Saikyō no Deshi Ken'ichi, litt. Le disciple le plus fort de l'histoire) est un manga écrit et dessiné par Syun Matsuena. Il est prépublié entre mai 2002 et septembre 2014 dans le magazine Weekly Shōnen Sunday de l'éditeur Shōgakukan et est compilé en un total de soixante-et-un tomes. La version française est éditée par Kurokawa : la première saison, Ken-ichi, le disciple ultime, allant du tome 1 au tome 29 est publiée entre mars 2008 et février 2013, et la deuxième saison, Ken-ichi, les disciples de l'ombre, est publiée depuis septembre 2013.
Une série télévisée d'animation de 50 épisodes réalisée par le studio TMS Entertainment est diffusée entre octobre 2006 et septembre 2007 sur la chaine TV Tokyo. Plusieurs OAV produits par le studio Brain's Base sont également sortis avec les éditions limitées de certains tomes du manga.
Une série dérivée nommée Shijō Saikyō no Deshi Kenichi Plus est publiée dans le magazine Shōnen Sunday Super puis est compilé en un volume sorti en septembre 2012 au Japon. Ce manga est une histoire basée sur le personnage de Shizakû Fuhuji.

## Synopsis
Kenichi Shirahama, aussi appelé ken-chan ou funuken (jambes faibles), est un jeune lycéen de 16 ans habitué, pour sa plus grande honte, à être la cible de ses camarades. Son manque d'expérience et de savoir-faire dans l'art de se battre l'oblige à fuir la violence. Un jour pourtant, alors qu'il est témoin de l'agression d'un vieil homme par des voyous, une nouvelle étudiante, Fuurinji Miu, réussit à défendre le vieil homme grâce à des techniques d'arts martiaux que Kenichi souhaite immédiatement apprendre.
Pour cela, Miu va le présenter à ses maîtres pour que le jeune homme soit entraîné. Malheureusement pour lui, ces derniers ne vont pas prendre de gants avec lui. Mais à sa grande surprise, l'entraînement qu'il va subir va lui permettre de faire des progrès énormes en peu de temps. Ce qui va avoir des conséquences inattendues : tous les gangs de la ville (surtout le plus virulent, appelé Ragnarok) veulent désormais combattre Kenichi, qui dès son premier combat, a eu une réputation de combattant expérimenté.
Il appartient au style "Katsujinken" (tout comme ses maîtres), qui signifie : le poing qui donne la vie, ou l'art de vaincre son adversaire en épargnant sa vie, afin de calmer ses ardeurs et le faire renoncer à se battre, un idéal pour vaincre la violence et la pulsion de meurtre.
Il décidera d'embrasser cette philosophie pour protéger Miu et les personnes qui lui sont chères. Il deviendra rapidement très puissant grâce à sa pratique inégalée du Karaté Ancien, des arts martiaux chinois, du Jujitsu, du Muay Thaï et diverses techniques basées sur le maniement des armes. Cela lui permettra même de se faire des amis parmi ses anciens ennemis.

## Personnages

### Personnages principaux
Kenichi Shirahama (白浜 兼一, Shirahama Ken'ichi) (type de Ki: Sei)
Héros de l'histoire, Ken-ichi a donc 16 ans et est le disciple numéro un (pour ne pas dire le seul disciple) du Ryozanpaku. Amoureux de Miu Furinji, Kenichi décide d'étudier les arts martiaux afin de protéger les faibles et les innocents, en particulier Miu (qui est malgré tout beaucoup plus forte que lui). Depuis le collège, Kenichi est surnommé "Funuken", notamment à cause de sa lâcheté qui sera plus ou moins présente tout au long du récit. Après avoir battu plusieurs grosses brutes, notamment du clan Ragnarok, le sobriquet de Funuken ne le suit plus, mis à part certains adversaires qui le surnomment ainsi, ce qui le met très en colère. Sa pratique des arts martiaux vient en réalité d'une promesse qu'il a faite à son ami d'enfance, une promesse disant qu'ils devaient tous les deux devenir les plus forts du monde. Cette promesse fut faite entre les deux jeunes garçons lorsqu'il virent une petite fille mettre KO plusieurs malfrats qui s'en prenaient à une vieille vendeuse (cette petite fille s'avérera être Miu). Son plus grand défaut est d'être lâche et de fuir lorsque la situation devient trop risquée pour lui, notamment lors de ses entraînements avec ses différents maîtres qui n'hésitent pas à y aller à fond avec lui. Kenichi dit plusieurs fois dans l'animé : "Je ne fuis pas, c'est une retraite stratégique". Sa grande qualité est de ne jamais abandonner, et d'être prêt à mettre sa couardise de côté afin de voler au secours de ses amis. Une caractéristique spéciale de son physique est celle qu'il porte toujours un pansement sur la joue gauche alors qu'il n'a pas de blessure sur celle-ci.
Miu Furinji (風林寺 美羽, Fūrinji Miu) (type de Ki: Do)
Personnage féminin principale de l'histoire, blonde à forte poitrine, portant des lunettes à quelques occasions, Miu est une artiste martiale hors pair, entraînée par son grand-père (Furinji Hayato) depuis qu'elle est toute petite. Ayant perdu ses parents très jeune, c'est son grand-père (surnommé l'Ancien) qui l'élève et veille sur elle. Elle partira avec lui faire le tour du monde afin de s’entraîner. Elle reviendra et rencontrera Ken-ichi (alors enfant). Puis le rencontrera à nouveau lors de son transfert dans le même lycée que Kenichi. S'occupant des tâches ménagères ainsi que des finances du Ryozanpaku, elle est également l'un des partenaires d'entraînement de Ken-ichi, une sorte de Senpaï pourrait-on dire. Apparemment, elle n'éprouve pas les mêmes sentiments que Kenichi a envers elle au début de l'histoire, mais le considère comme son ami le plus cher. Extrêmement douée dans les arts martiaux, Miu excelle également en gymnastique rythmique et est devenue une vraie idole depuis qu'elle a rejoint le club de gym. Les filles l'admirent pour sa beauté et sa grâce et les garçons lui tournent autour, notamment Koga au pied fou, voire Ma Senseï qui n'hésite pas à prendre diverses photos d'elle pour en faire un album souvenir (qu'il vendra à Ken-ichi pour 3000 yens). Comme Nanjou Kisara, elle adore les chats.
Niijima Haruo (新島 春男, Niijima Haruo)
Selon certaines sources, il serait originaire d'une autre planète. S'autoproclamant ami de Ken-ichi lorsque ce dernier a battu l'un des meilleurs karatékas de l'école, Niijima est une mine d'informations ambulante, connaissant toutes les données des élèves du lycée, que ce soit l'âge, l'année d'études, le sport pratiqué, les notes et les capacités physiques, etc. Ayant une coupe au bol, deux grandes oreilles d'elfe et des dents pointues, Niijima est surnommé par Ken-ichi, "alien" ou "démon". Il possède un pouvoir étonnant comme il le dit lui-même qui est de lécher les bottes des plus forts. Grâce à ce pouvoir Niijima sort de situations dangereuses, notamment lors de sa rencontre avec Hermit le sixième poing de Ragnarok. Un autre pouvoir est de détecter les trucs bizarres, une sorte d'antenne (en réalité une mèche de cheveux), se dresse sur sa tête et dégage des ondes. Membre du club de journalisme, il n'hésite pas à déformer la réalité et à mettre Ken-ichi dans des situations terribles. Pour récolter des informations, Niijima se planque dans des buissons, des arbres et n'hésite pas à suivre ses proies. Fondateur et capitaine en chef de l'Alliance Shinpaku, son plus grand rêve est de fonder une organisation baser sur les arts martiaux voire grâce à la force de Ken-ichi et de ses amis. Bien que Niijima ne soit pas tendre envers Kenichi, il le considère comme un véritable ami.
L'Ancien de son vrai nom Hayato Furinji (風林寺 隼人, Fūrinji Hayato) (type de Ki: Sei)
Grand-père de Miu, L'Ancien comme tout le monde l'appelle, détenteur du titre de "surhomme invincible", est considéré comme l'homme le plus fort du monde et est le fondateur du dojo Ryozanpaku. Maître en arts martiaux, il a entraîné Miu lors d'un voyage autour du monde. Après être revenu au Japon, L'Ancien s'absente souvent en voyage à travers le pays. N'ayant jamais connu la défaite, l'Ancien n'est pas à prendre à la légère, mais malgré sa force il reste un grand-père affectueux et considère les membres du Ryozanpaku comme sa famille. Vers la fin de l'anime, l'Ancien devient le maître de Ken-ichi et lui apprend notamment à percer la défense du Seikuken.
Akisame Koetsuji (岬越寺 秋雨, Kōetsuji Akisame) (type de Ki: Sei)
Se surnommant "le maître de jujitsu philosophe Koetsuji Akisame", aussi appelé "le maître en tout", Koetsuji Akisame est un maître non seulement en jujitsu, mais également en calligraphie, peinture, sculpture, poésie, mathématiques, médecine, philosophie, physique, littérature... Il est d'ailleurs reconnu comme étant "le Grand Artisan". Professeur particulier de Ken-ichi, il n'hésite pas à le torturer et à lui faire subir des épreuves très difficiles. Tenant une clinique d’ostéopathie, Koetsuji Akisame a d'ailleurs créé sa propre méthode de réparation osseuse, pouvant guérir un os brisé d'une simple pression. Créateur de différents moyens d'entraînements farfelus comme les statues d'entraînements de Bouddha en pierre ou encore une machine d'assouplissement du corps, ressemblant plus à une table de torture, Koetsuji senseï est très apprécié, malgré tout, par son étudiant. Il fut jadis le meilleur ami du père de Miu, Furinji Saïga. Doté d'une faible constitution en apparence, il a transformé tous ses muscles en "muscles roses" (c'est-à-dire qu'ils sont petits mais puissants et très endurants). Il s'avère apparemment qu'il est au moins aussi fort que Sakaki Shio, puisque ce dernier dit dans l'anime "qu'il ne chercherait jamais la confrontation avec lui, car l'un des deux mourrait sûrement durant le combat".
Shio Sakaki (逆鬼 至緒, Sakaki Shio) (type de Ki: Do)
Autoproclamé 100e dan de Karaté, Sakaki Shio excelle dans ce domaine. Ne voulant pas prendre de disciple, il s'avère malgré tout, qu'il entraîne Ken-ichi et en fait son élève. Pouvant vaincre un adversaire d'un seul regard, il possède une force surhumaine. Grand amateur de bière et de saké, il est apparemment froid et distant, mais possède un grand cœur, s'inquiétant pour Kenichi en faisant les cent pas lorsque ce dernier se trouve dans une bagarre. Ne voulant pas se l'avouer, Sakaki Shio joue les durs, mais est en réalité un maître sensible malgré son caractère sévère.
Kensei Ma (馬 剣星, Ba/Ma Kensei) (type de Ki: Sei)
Maître de tous les arts martiaux chinois. Il a trois enfants, dont une fille du nom de Renka Ba. Vêtu d'un uniforme vert et d'un chapeau melon, Ma est une sorte de "Tortue Géniale". Obsédé, pervers, il n'hésite pas à aller prendre des photos des culottes des filles, notamment de Miu et de Shigure, ce qui lui vaut des coups au visage sans arrêt. Il est capable de transcender ses capacités, pourtant déjà très élevées, lorsqu'il s'agit d'avoir la chance d'employer ses techniques de vieux satyre sur une jeune et séduisante combattante adverse. Comique dans son genre, il est toutefois un maître puissant et respecté. Ba Kensei passe plus pour être un obsédé qu'un véritable maître, bien qu'il soit monté dans l'estime de son disciple Ken-ichi, notamment lorsque le jeune Takeda Ikki fut attaqué par Ragnarok, en montrant une ouïe fine en écoutant au téléphone pour connaître l'emplacement de ce dernier. Mangeur invétéré, il n'hésite pas avec Apachai à piquer la nourriture de Kenichi avec ses talents de maître en kung fu.
Hopachai Apachai (アパチャイ・ホパチャイ, Apachai Hopachai) (type de Ki: Do)
Surnommé "Dieu de la mort du Muay Thaï" (muay thaï no shinigami) , Apachai est un thaïlandais de 28 ans. Maître en boxe thaï, il apprend à Ken-ichi des techniques mortelles et dangereuses, notamment pour le préparer à son combat contre Takeda Ikki dit le Frappeur. Devenant comme fou lorsqu'il croise un ennemi, il lui arrive la même chose lors de ses entrainements avec Kenichi, le brutalisant et l'envoyant au ras de la mort en un coup sans le faire exprès. D'un naturel enjoué et sympathique, il aime beaucoup les enfants en particulier Honoka, la sœur de Kenichi. Ayant l'air un peu simplet, il s'entraine pour essayer "d'y aller molo avec les gens" avec l'aide de Shigure. Disant "Apa" à chaque attaque, Apachai est un combattant hors pair et un homme au grand cœur. il fut grièvement blessé par Agaard Jum Sai mais sera sauvé grâce à Koetsuji Akisame qui le soignera.
Shigure Kôsaka (香坂 しぐれ, Kōsaka Shigure)
Elle est un ninja experte en armes blanches, Fille d'un forgeron qui est lui-même un fils du légendaire forgeron Masamune Dankurou. Après la mort de son père, elle a été adoptée et formée par le Maître d'armes Kousaka. Actuellement elle entreprend une quête qui lui permet de récupérer toutes les armes forgées par son père, qui sont entre les mains de mafieux et de Yakuzas.
Tôchûmaru est sa souris et animal de compagnie.

### Ragnarök
C’est un clan de combattants, divisé en plusieurs groupes. À la tête, il y a le groupe des épées, qui réunit les gens les plus forts de Ragnarök.
Odin (type de Ki: Sei)
Appelé Ryuto Asamiya. C’est la première épée, celui qui dirige Ragnarök. Il est le disciple du grand maître, qui a créé Ragnarök. Il est en vérité l’ami d’enfance de Kenichi. Il sera battu par celui-ci. C'est le membre le plus puissant et le plus terrible de Ragnarok car il fait en fait partie de "Yomi", le clan de disciple de "Yami". Il pratique le karaté, la boxe anglaise et la lutte gréco-romaine appelée Pankration. On le reverra aux côtés de son maître, assis sur un fauteuil roulant.
Berseker (バーサーカー, Bāsākā)
C‘est la deuxième épée. Il chique tout le temps et est d’une nature assez calme. Il est un génie qui ne pratique pas les arts martiaux mais qui se bat uniquement avec son instinct, il est terrible et monstrueusement puissant, mais sera mis hors d'état de nuire par Hermit (Tanimoto Natsu) et par la suite achevé par Odin. On le revoit ensuite aux côtés d'Ogata Isshinsai.
Freya (フレイア, Fureia)
Une des seules femmes du groupe des épées. Elle manie les armes car elle estime que c'est obligatoire pour être au même niveau que les hommes, son groupe est composé de femmes armées appelées Walkyries, dont est issue Valkyrie, la huitième épée qui était sa meilleure disciple mais qui l'a quittée pour suivre sa propre voie. Son vrai nom est Kugatachi Kaname. Elle va rejoindre l'Alliance Shinpaku.
Loki (ロキ, Roki)
C’est la quatrième épée. C’est un personnage assez sournois, fourbe et manipulateur, qui veut prendre la place d’Odin. Il ne sait pas vraiment se battre et utilise surtout sa tête. Il porte toujours des lunettes teintées. Il utilise aussi des sosies qui combattent à sa place à l'aide de matraques électriques et de teasers.
Siegfried (ジークフリート, Jīkufurīto)
S’appelant Hibiki Kugenin (九弦院 響, Kugen'in Hibiki), c’est la cinquième épée. Il s’est joint à Ragnarök pour trouver la plus belle mélodie qui soit. Pour lui, combattre est en fait de la musique. Il combat d'ailleurs en écoutant le rythme de ses adversaires pour voir à travers leurs attaques, faire semblant d'être touché et contre-attaquer. Après son combat avec Kenichi, il va abandonner les rangs de Ragnarök. Hayato voit en lui un "futur grand maître". Il va rejoindre l'Alliance Shinpaku, tout en vénérant Nijima qu'il considère comme le roi des démons. Il rejoint aussi l'alliance pour pouvoir composer de nouveaux morceaux. Son style ressemble au wing chun.
Hermit
S’appelant Tanimoto Natsu (谷本　夏, Tanimoto Natsu), c’est la sixième épée. Orphelin, c’est une personne assez colérique, méfiante qui ne fait confiance à personne. Il est à la tête d’un grand héritage et a perdu sa sœur étant enfant. Il est également étudiant dans la même école que Kenichi. Son maître est Sougetsu Ma, le frère de Kensei Ma. Il va quitter les rangs de Ragnarök après que Loki aura utilisé la sœur de Kenichi comme otage. Il rejoindra ensuite les rangs de Yomi tout en aidant ponctuellement l'Alliance Shinpaku.
Thor
Se nommant Yuma Chiaki (千秋 祐馬, Chiaki Yūma), c’est un sumo, septième épée. C’est le meilleur ami de Siegfried. Il a créé une variante du Sumotori pour combattre, son rêve étant d'en faire un véritable art martial et de le développer partout, c'est pourquoi il demande à Kenichi de devenir Sumo avec lui s'il gagne lors de leur combat, combat qui va obliger Thor à abandonner également les rangs de Ragnarök. Il va rejoindre l'Alliance Shinpaku.
Valkyrie
S’appelant Kisara Nanjou (南條 キサラ, Nanjō Kisara), c’est la dernière épée. Elle se bat avec ses jambes. Elle adore les chats. Elle est aussi étudiante dans la même école que Kenichi. Combattante de Taekwondo, elle a horreur des hommes qui ne se battent au mieux de leurs capacités contre des femmes, c'est pourquoi elle s'acharne sur Kenichi lorsqu'il refuse de se battre contre elle tout en lui bloquant le passage. Très complexée par sa poitrine modeste, elle emploie des sobriquets désobligeants pour désigner les jeunes femmes mieux pourvues qu'elle. Ancienne disciple de Freya qu'elle a rejoint quant celle-ci l'a sauvé, elle finit par suivre sa propre voie car elle refuse d'utiliser des armes pour être à l'égale des hommes. Elle apprécie le combat de rue car sans règle, on ne peut lui concéder la victoire. Elle va aussi partir de Ragnarök pour rejoindre l'Alliance Shinpaku.
Ukita
Membre de Ragnarök, il est surnommé Ukita le lanceur. Il fait du judo. Il va devenir ami avec Kenichi. Il porte toujours des lunettes. Il va rejoindre l'Alliance Shinpaku.
Takeda Ikki
Également membre de Ragnarök, surnommé Takeda le frappeur. C’est un ancien boxeur qui a perdu l’usage de son bras gauche. Il va devenir ami avec Kenichi après que celui-ci l’aura sauvé et fait soigner par son maitre Akisame Koetsuji. Il va rejoindre l'Alliance Shinpaku.

### Yami, Ichiei Kyûken, les neuf poings de l'ombre
C'est le groupe des neuf artistes martiaux les plus puissants qui existent. Ils sont extrêmement puissants et seuls les membres du Ryôzanpaku peuvent faire jeu égal contre eux. À leur tête réside l'ombre, de son vrai nom : Fûrinji Saiga, le père biologique de Miu et par conséquent le fils du super homme invincible. Il est actuellement l'homme le plus puissant de la planète avec son père. Il possède une maitrise quasi parfaite des arts martiaux. Les 9 Poings de l'ombre font partie des artistes martiaux les plus puissants au monde. Ils sont très intelligents et ne reculent devant rien pour atteindre leur objectif : Développer la quintessence des arts martiaux dans le but de tuer et détruire complètement leurs adversaires, ou "Satsujinken". Ils ne sont intéressés ni par l'argent, ni par la gloire les rendant par conséquent encore plus dangereux. Ils manipulent les politiciens, la mafia et les économistes. Leurs héritiers/disciples se nomment "Yomi", et son chef, Kanô Shô, a été désigné pour hériter de toutes les techniques des neuf poings de l'ombre. Mais maintenant qu'il est mort, le nouveau leader de Yomi est réalité le véritable disciple de l'ombre, Kajima Satomi. Yami est représenté comme ceci :
Le 1er poing : Saiga Fûrinji
Disciple : Kajima Satomi. Style : Karaté, jujitsu, Systema, Lucha-libre, Pencak-Silat, Kalarippayattu, Muay Boran, Wushu, Muay Thai. Symbole : Ombre. Surnom : Ichiei.
Le chef de cette organisation, bien que jamais vu, n'est autre que Fuurinji Saiga, fils unique de Fuurinji Hayato, et par conséquent père de Miu et mari de Fuurinji Shizuha. On sait qu'il peut calmer les ardeurs des 9 poings de l'ombre rien qu'en leur parlant. Il est très mystérieux et se trouve être l'homme le plus puissant de Yami, et c'est lui qui a brisé l’œil gauche et la jambe de James Shiba, autrefois meilleur boxeur du monde souterrain. Son disciple, Kajima Satomi, est d'une nature assez joviale voire très sociable, mais est en réalité beaucoup plus terrible que ne le laisse présager son attitude. Il adore les jeux stratégiques comme les échecs, le go, ou encore le mah-jong, auquel il possède un niveau international, et il est aussi très intelligent. Il réfléchit toujours avant d'agir. Il possède de très grandes capacités de mentalisme et de psychologie. Selon lui, le véritable pouvoir d'un individu provient de la force de son cœur, quelle que soit sa force ou son origine.
Le 2e poing : Isshinsai Ogata (緒方　一新斎, Ogata Isshinsai)
Disciple : Ryuto Asamiya, Rimi, Berseker, Lugh. Style : Wushu, Karaté, Pankration. Symbole : Courant. Surnom : Le Poing sage.
Isshinsai Ogata est un membre très influent de Yami, ainsi que le dernier membre à avoir rejoint la confrérie. Il semble rigolard, mais se révèle être très dangereux. Il est le gardien de Yomi et le véritable fondateur de ragnarök. C'est aussi le mentor de Ryuto Asamiya et c'est à cause de lui que celui-ci s'est retrouvé dans paralysé après avoir utilisé son ultime technique interdite, Sei Dô gô I. C'est un personnage très cruel qui n'hésite pas a utiliser ses disciples pour acquérir de nouvelles compétences martiales, sans jamais penser aux conséquences. Il est très intéressé par Kenichi en qui il voit un énorme potentiel. Il fut par le passé le premier véritable disciple du Ryôzanpaku. Son disciple sera paralysé et ne pourra malheureusement plus marcher. Mais on ne sait jamais...
Le 3e Poing : Alexander Gaidar
Disciple : Boris Ivanov. Style : Commando S.A.M.B.O.. Symbole : Glace. Surnom : Le Poing de la destruction.
L'amiral en chef Alexander Gaidar est au sommet de la hiérarchie militaire en Russie. C'est un pratiquant de Systema (Commando S.A.M.B.O.), un art martial très dangereux issus de la plupart des arts martiaux anciens et actuels utilisé par l'armée pour des missions d'espionnage voire d'assassinats. Il est très puissant et très dangereux, il se révèle aussi être instable. Il change du tout au tout dès qu'il se sent contrarié. C'est un grand amateur d'art et pratiquant d'arts martiaux. Son combat contre Koetsuji Akisame sera épique. Il est, en ce moment, emprisonné a Big Lock, la prison fédérale la mieux gardée au monde de sécurité maximale, si bien que même un membre des neuf poings de l'ombre ne peut s'y échapper. Ce qui n'est pas sûr, car il a quand même affirmé à Akisame que bien qu'il ait perdu le combat, rien n'est encore joué ...
Le 4e Poing : Agaard Jum Sai
Disciple : Tirawit Kokin. Style :Muay Thai/Muay Boran. Symbole : Feu. Surnom : L'empereur Démon du Muay Thai souterrain. 
Le maître du Muay Boran de son vrai nom Agaard Jum Sai, se révèle être un révolutionnaire. Il a été formé au Muay Thai avec Apachai Hopachai et est extrêmement puissant. Son disciple, Tirawit Kokin est de nature calme, mais se révèle être extrêmement violent. Tant que son adversaire n'est pas mort ou hors d'état de nuire, il continuera de combattre. Sa manière de faire nous fait penser a Berserker de Ragnarok. Son combat contre Apachai sera hors du commun, se soldera par un double K.O. ainsi que par le passage d'Apachai entre la vie et la mort. Leur combat est l'un des plus fantastiques de l'histoire. Après cela, on remarquera que Apachai sera finalement en vie, après que Kenichi aura battu Tirawit Kôkin, et viendra le sauver contre un membre de la division armée, une dernière fois. Agaard Jum Sai sera lui aussi très épaté par Kenichi qui a vaincu son disciple grâce aux principes du Katsujinken. Après ces évènements, on apprendra qu'il sera rapatrié en Thaïlande avec son disciple.
Le 5e Poing : Silcardo Jenazad
Disciple : Radin Jihan. Style : Pencak Silat. Symbole : Roi. Surnom : Le Dieu au poing démoniaque.
Silcardo Jenazad est expert ultime dans la pratique du Pencak-silat. Il est toujours masqué et a toujours un fruit à la main. Il est très puissant et très sévère, il n'hésite pas à déclencher une avalanche sur son disciple, Radin Jihan, qui lui a manqué de respect (bien que Jihan soit le roi du pays d'origine de Jenazad). Il a autrefois combattu Fûrinji Hayato qui avait affirmé qu'il avait le plus grand mal contre le Pencak-Silat. Mais il possède aussi un côté cool. Son disciple, Jihan, semble être tout le contraire. Il est arrogant et manipulateur, ce qui énervera encore plus Kenichi qui ne tardera pas à le vaincre grâce à un des arcanes ultimes du Karaté, le " Meotode ". Après avoir kidnappé Miu pour lui laver le cerveau et en faire son disciple par la force, le Poing Diabolique entre en guerre avec le Poing Divin, qui finit par l'emporter après un long et dangereux combat. Même si Jenazad Silcardo meurt lors de ce combat, Sakaki Shio avoue à kenichi que Jenazad est plus fort que lui et Hongo Akira.
Le 6e Poing : Mikumo Kushinada
Disciple : Kushinada Chikage. Style : Jujitsu. Symbole : Eau. Surnom : Le Poing ensorcelant.
Kushinada Mikumo est le seul élément féminin du clan Ichiei Kyûken des neuf poings de l'ombre. C'est une femme ultra-sexy qui pratique le jujitsu et ayant pour devise " 0  % de force pour 100 % de compétences ". Elle était autrefois aux côtés de Hayato, le maître du Ryozanpaku, mais on ne sait toujours pas pourquoi elle a changé de bord. Etant semble-t-il d'un âge proche de celui de Furinji Hayato, son apparence physique est étonnante pour une femme dont l'âge (inconnu) est situé à priori entre 70 et 90 ans. La technique qu'elle emploie pour garder ce physique juvénile est inconnue à ce jour. Son disciple, Chikage, bien qu'étant une excellente élève aux capacités intellectuelles remarquables, a bien du mal a s'adapter au monde d'en bas.
Le 7e Poing : Diego Carlo
Disciple : Rachel Stanley. Style : Lucha Libre. Symbole : Acier. Surnom : Le Poing Hilare.
Diego Carlo est un maître de Lucha-Libre, un art style de catch mexicain très populaire qui a pour seul but de détruire l'adversaire de façon horrible. La plupart des techniques de cet art martial sont inutilisables en combat réel car beaucoup trop spectaculaires. Diego est parfaitement coordonné avec son disciple, Rachel. Ils aiment beaucoup l'animation, les masques de Luchadore, les combats sanglants... Ils sont très sociables contrairement au reste de l'organisation. Diego Carlo se battra contre Kensei Ma, maître de Kung-fu, et finira battu par celui-ci. Rachel quant à elle, après avoir essuyé un cuisante défaite contre la fille de Kensei, Renka, partira en vacances.
Le 8e Poing : Sehrul Rahman
Disciple : Ethan Stanley. Style : Kalaripayattu. Symbole : Néant. Surnom : L'homme au poing de Brahman.
C'est le maître du Kalaripayattu, l'art martial originel. Il affronta Sakaki Shio dans l'hélicoptère lorsque ce dernier voulut sauver Rachel Stanley.
Le 9e Poing : Akira Hongo
Disciple : Shô Kanô. Style : Karaté JintesuKenjin . Symbole : Ciel. Surnom : Le Poing divin (God hand).
Akira Hongo, maître du style Jinetsu Kenjin, est le maître de l'héritier des neuf poings de l'ombre, Shô Kanô. C'est un maître très exigeant et très dangereux bien que parfois, il fait montre de compassion. Dans les derniers chapitres parus, Hongô se retourne contre le Poing Démoniaque Silcardo Jenazad, pour protéger Fûrinji Miu.
Il est entré dans Yami pour réaliser le rêve de puissance d'un ami que Sakaki et lui connaissaient. Autrefois ami de Sakaki, il est devenu son plus grand rival et souhaite plus que tout se battre contre lui.
Le 10e Poing : Sougetsu Ma.
Disciple : Tanimoto Natsu. Style : Kung-fu. Symbole : Lune. Surnom : Le Dieu au point violent
Il s'agit du frère ainé de Ma Kensei. Véritable armoire à glace au tempérament violent, il n'hésite pas à mettre en danger de mort son disciple Natsu pour le faire progresser. Il considère toutes personnes l'attaquant comme un pratiquant d'arts martiaux, mais tend à laisser tranquille ceux qui n'en sont pas. Par le passé, Ma Kensei parvenait à le raisonner pour qu'il calme ses ardeurs, mais un évènement mystérieux les a séparés, et Sôgetsu est parti de Chine. Actuellement, il a pour but de se battre une dernière fois contre son cadet, qui, de son côté, veut le combattre pour mettre un terme à sa folie destructrice et à celle de Yami.

## Manga

### Fiche technique
- Édition japonaise : Shōgakukan
  - Nombre de volumes sortis : 61 (terminé)
  - Date de première publication : août 2002 - septembre 2014[5]
  - Prépublication : Weekly Shōnen Sunday
- Édition française : Kurokawa
  - Nombre de volumes sortis : 53 (terminé)
    - Saison 1: 29 volumes
    - Saison 2: 24 volumes

  - Date de première publication : janvier 2008
  - Format : 115 mm × 177 mm

## Anime

### Série télévisée

#### Fiche technique
- Réalisation : Hajime Kamegaki
- Scénario : 
  - Hideki Shirone
  - Koichi Taki
  - Yoshiyuki Suga
- Studio d'animation : TMS Entertainment
- Characters design : 
  - Junko Yamanaka
  - Masatomo Sudô
- Musique : Joe Rinoie
- Durée : 25 minutes (environ)
- Nombre d'épisodes diffusés : 
  -  : 50 (série terminée)

### OAV
Plusieurs OAV sont sortis avec les éditions limitées de certains tomes du manga au Japon. Le premier est sorti le 14 mars 2012 avec l'édition limitée du tome 46, le deuxième le 15 juin 2012 avec l'édition limitée du tome 47, le troisième le 14 novembre 2012 avec l'édition limitée du tome 49, le quatrième contenant deux épisodes le 18 septembre 2013 avec l'édition limitée du tome 53,, le cinquième contenant deux épisodes le 15 novembre 2013 avec l'édition limitée du tome 54, le sixième contenant deux épisodes le 18 février 2014 avec l'édition limitée du tome 55 et le septième contenant deux épisodes le 16 mai 2014 avec l'édition limitée du tome 56.
En février 2014, le magazine Weekly Shōnen Sunday annonce la diffusion de la série d'OAV à la télévision japonaise sur Tokyo MX à partir du 9 avril 2014. Les onze épisodes sont diffusés du 8 avril au 17 juin 2014.

## Jeu vidéo
Un jeu vidéo est également sorti uniquement au Japon sur PlayStation 2 en 2007.